# Leandro José de Flores
Leandro José de Flores (Alcalá de Guadaíra, 1776-Sevilla, 14 de abril de 1839) fue un sacerdote e historiador español, nacido en Alcalá de Guadaíra (Sevilla). En su ciudad natal es conocido como el Padre Flores.

## Biografía

### Nacimiento y origen familiar
Leandro José de Flores fue bautizado en la parroquia de San Sebastián de su ciudad natal el 17 de marzo. Fue uno de los tres hijos de Francisco Jerónimo de Flores (1739-1818) y María Jesús Rodríguez de Cárdenas, ambos naturales de Alcalá. Su padre fue un influyente miembro de la reducida oligarquía local, al ser Notario Apostólico, Mayordomo de las cuatro parroquias de la villa, Tesorero de los Propios y Arbitrios, así como administrador de diversas instituciones... El ejercicio de estos empleos le permitió recopilar una gran información sobre Alcalá de Guadaíra que luego utilizaría su hijo para escribir sus Memorias históricas.

### Carrera eclesiástica y producción historiográfica
Tras doctorarse en Teología, Leandro José de Flores ejerció como párroco en las iglesias sevillanas de San Roque (1801-1814) y del Sagrario de la Catedral (1814-1839). Tras años de investigación, publicó dos obras: Noticias varias sobre la collación de San Roque (1817) y las Memorias históricas de la villa de Alcalá de Guadaíra (1833-1834).
Según el archivero José Velázquez y Sánchez, el Padre Flores fue el sacerdote que explicó la Constitución de Cádiz en la Catedral hispalense el 9 de abril de 1814. Después de varios años de enfermedad, falleció en Sevilla el 14 de abril de 1839.

## Obra historiográfica
- Noticias varias de la collación de San Roque, Sevilla, Imprenta Real, 1817.
- Memorias Históricas de la villa de Alcalá de Guadaíra, Sevilla, Imprenta de D. Mariano Caro, 1833-1834.